# Bảo tàng Stanisław Murzynowski ở Murzynowski
Bảo tàng Stanisław Murzynowski ở Murzynowski (tiếng Ba Lan: Muzeum im. Stanisława Murzynowskiego w Murzynowie) là một bảo tàng dân tộc học nằm bên bờ sông Vistula (Hồ Włocławskie) ở Murzynowo, Ba Lan. Chủ sở hữu của Bảo tàng là Trung tâm Địa lý Mazowiecki trực thuộc Đại học Warsaw. Bảo tàng trưng bày văn hóa nông dân trong ngôi làng bên bờ Vistula, đặc biệt nhấn mạnh vào mối quan hệ của cư dân với dòng sông.

## Lược sử hình thành
Bảo tàng Stanisław Murzynowski ở Murzynowski được nhà dân tộc học, giáo sư Jacek Olędzki thành lập vào năm 1978. Bảo tàng được đặt trong ngôi nhà tranh bằng gỗ thuộc sở hữu của Jacek Olędzki. Nhờ nỗ lực của giáo sư mà ngôi nhà này đã không bị phá bỏ trong quá trình xây dựng hồ chứa nước W Lakeocławskie. Năm 2010, Bảo tàng đối mặt với nguy cơ bị thanh lý, nhưng nhờ công sức của Văn phòng xã ở Brudzeń Duży và Khoa Địa lý và Nghiên cứu khu vực của Đại học Warsaw, Bảo tàng được mở cửa trở lại vào năm 2016.

## Triển lãm
Bộ sưu tập của Bảo tàng Stanisław Murzynowski ở Murzynowski hiện đang bao gồm các triển lãm có liên quan đến lịch sử và dân tộc học của vùng Murzynowo, đặc biệt là cho thấy các hoạt động của cư dân, chủ yếu liên quan đến sông Vistula như đánh cá, đi bè, vận chuyển, nhưng cũng có đan lát, trồng hoa quả, nông nghiệp và tôn giáo. Phần lớn hiện vật là quà tặng của người dân địa phương cho Giáo sư Olędzki, có niên đại từ thế kỷ 19 và đầu thế kỷ 20.
Bảo tàng còn trưng bày nhiều hiện vật và kỷ vật liên quan đến Giáo sư Olędzki. Trên bức tường bên ngoài của ngôi nhà, có một tấm bảng tưởng niệm Giáo sư Jacek Olędzki.